# 부분분수
대수학에서 부분분수분해(Partial fraction decomposition) 또는 부분분수전개(partial fraction expansion)는 유리식의 분자나 분모의 차수를 낮추는 데 이용한다. 전체 분수가 몇 개로 이루어진 분수의 합으로 표시된다. 본질적으로 정수 계수의 다항식들은 유클리드 정역이므로 유클리드 호제법을 이용할 수 있다.

## 예
부분분수로 변형하는 계산은 다양한 계산에서 등장한다. 기교를 잘 익혀두면 쓸모가 많다.

### 가분수를 대분수로 변형
분자의 차수가 분모보다 높을 경우 초등학교의 가분수를 대분수로 바꾸는 계산과정과 동일한 방법을 통해 분자의 차수를 낮출 수 있다. 즉, 다음과 같은 분수
{\displaystyle {\frac {f(x)}{g(x)}}}
가 주어졌는데, 분자의 차수가 분모의 차수보다 높아서 {\displaystyle f(x)=g(x)Q(x)+R(x)}와 같이 나눗셈으로 표현가능하다면, 이 분수는 다음과 같이 바꿀 수 있다.
{\displaystyle Q(x)+{\frac {R(x)}{g(x)}}}
다항식의 나눗셈에 의해 당연히 {\displaystyle R(x)}는 {\displaystyle g(x)}보다 차수가 낮다.

### 분자의 차수가 낮은 경우
분자의 차수가 낮다고 하더라도, 여러 가지 방법으로 부분분수로 분해가능하다. 특히 분모가 일차식들의 곱의 형태로 표현될 경우 어렵지 않게 분해할 수 있다. 즉,
다음과 같이 분해된다.
{\displaystyle {\frac {f(x)}{(a_{1}x+b_{1})(a_{2}x+b_{2})\cdots (a_{n}x+b_{n})}}={\frac {A_{1}}{a_{1}x+b_{1}}}+{\frac {A_{2}}{a_{2}x+b_{2}}}+\cdots +{\frac {A_{n}}{a_{n}x+b_{n}}}}
여기서 {\displaystyle A_{1},....,A_{n}}는 모두 항등식의 미정계수로서 다양한 방법으로 메꿀 수 있다. 다음과 같은 예를 보자.
{\displaystyle {\frac {x+3}{x^{2}-3x-40}}}
위와 같이 주어진 유리식을 관찰해보면 분모가 {\displaystyle (x-8)(x+5)}로 일차식의 곱의 형태로 인수분해됨을 알 수 있다. 그리하여 다음과 같이 전개가능하다.
{\displaystyle {x+3 \over x^{2}-3x-40}={x+3 \over (x-8)(x+5)}={A \over x-8}+{B \over x+5}}
여기서 {\displaystyle A,B}는 정해지지 않은 계수, 즉 미정계수인데, 이는 항등식의 미정계수법을 통해 다양한 방법으로 메꿀 수 있다. 양변에 분모의 최소공배수를 곱하여 계수를 비교하거나(계수비교법), 적당한 상수를 대입하여 그 수치값을 비교하는(수치대입법) 방법 등을 동원하면 된다. 그리하여 {\displaystyle A=11/13,B=2/13}임을 확인할 수 있다.

### 유용한 공식
고교 수학 시험에도 흔히 등장하는 공식으로 다음과 같은 식이 있다.
{\displaystyle {\frac {1}{A\cdot B}}={\frac {1}{B-A}}\left({\frac {1}{A}}-{\frac {1}{B}}\right)}
좌변의 분수가 우변의 부분분수로 분해된다. {\displaystyle B-A}가 단순할 때 유용하다. 예를 들어 다음과 같이 분해된다.
{\displaystyle {\frac {1}{(x+1)(x+2)}}={\frac {1}{x+1}}-{\frac {1}{x+2}}}
{\displaystyle {1 \over (x+1)(x+2)}={a \over x+1}-{b \over x+2}={a(x+2) \over (x+1)(x+2)}-{b(x+1) \over (x+2)(x+1)}={a(x+2)-{b(x+1)} \over (x+1)(x+2)}}
{\displaystyle \therefore {1 \over {\cancel {(x+1)(x+2)}}}={a(x+2)-{b(x+1)} \over {\cancel {(x+1)(x+2)}}}}
{\displaystyle \therefore {1}={a(x+2)-b(x+1)}}
{\displaystyle {1}=ax+2a-bx-b}
{\displaystyle {1}=(a-b)x+(2a-b)}
우변의{\displaystyle x}차항에대한 좌변의 {\displaystyle x}차항은 없으므로 {\displaystyle x}차항의 계수는 {\displaystyle 0}, 상수항은{\displaystyle 1}이다.
빼면,
{\displaystyle (a-b)-(2a-b)=0-1}
{\displaystyle a-b-2a+b=-1}
{\displaystyle -a=-1}
{\displaystyle a=1}
이번에는 {\displaystyle (a-b)=0,(2a-b)=1}을 더하면,
{\displaystyle (a-b)+(2a-b)=0+1}
{\displaystyle a-b+2a-b=1}
{\displaystyle 3a-2b=1}
{\displaystyle 3a-2b=1}에 {\displaystyle a=1}를 대입하면,
{\displaystyle 3-2b=1}
{\displaystyle -2b=1-3}
{\displaystyle -2b=-2}
{\displaystyle {2b \over 2}={2 \over 2}}
{\displaystyle b=1}
{\displaystyle \therefore {1 \over (x+1)(x+2)}={1 \over x+1}-{1 \over x+2}}

비슷하게, 다음과 같은 공식을 활용할 수 있다.
{\displaystyle {\frac {1}{A\cdot B\cdot C}}={\frac {1}{C-A}}\left({\frac {1}{A\cdot B}}-{\frac {1}{B\cdot C}}\right)}

### 분모의 인수분해 되지 않는 다항식
분모에 더 이상 인수분해 되지 않는 다항식이 있을 때도 부분분수로 분해되는 경우가 있다. 예를 들어 분모가 삼차식이고 분자가 이차식 이하인 경우, 다음과 같이 분해된다.
{\displaystyle {\frac {ax^{2}+bx+c}{(dx+e)(fx^{2}+gx+h)}}={\frac {A_{1}}{dx+e}}+{\frac {A_{2}x+A_{3}}{fx^{2}+gx+h}}}
예를 들어 다음과 같다.
{\displaystyle {10x^{2}+12x+20 \over x^{3}-8}}
이 경우 인수분해 공식에 의해 분모가 {\displaystyle x^{3}-8=(x-2)(x^{2}+2x+4)}와 같이 분해됨을 즉시 파악할 수 있다. 그리하여,
{\displaystyle {10x^{2}+12x+20 \over x^{3}-8}={10x^{2}+12x+20 \over (x-2)(x^{2}+2x+4)}={A \over x-2}+{Bx+C \over x^{2}+2x+4}}
위와 같이 변형된다. 여기서 {\displaystyle A,B,C}도 마찬가지로 미정계수이며, 다양한 방법으로 메꿀 수 있다. 계산해보면 차례로 7,3,4가 나오므로,
{\displaystyle {10x^{2}+12x+20 \over x^{3}-8}={7 \over x-2}+{3x+4 \over x^{2}+2x+4}}
위와 같은 등식이 성립하게 된다.

### 분모의 거듭제곱된 항의 포함
분모에 거듭제곱된 일차항이 포함될 경우 다음과 같이 계산된다. 예를 들어,
{\displaystyle {p(x) \over (x+2)(x+3)^{5}}}
와 같은 식일 경우 다음과 같은 방법으로 부분분수를 설정해야 한다.
{\displaystyle {A \over x+2}+{B \over x+3}+{C \over (x+3)^{2}}+{D \over (x+3)^{3}}+{E \over (x+3)^{4}}+{F \over (x+3)^{5}}}
이를 응용하여 다음과 같이 거듭제곱된 이차항을 포함한다고 하자.
{\displaystyle {p(x) \over (x+2)(x^{2}+1)^{5}}}
그러면 미정계수를 포함하는 분자는 모두 일차식이 된다.
{\displaystyle {A \over x+2}+{Bx+C \over x^{2}+1}+{Dx+E \over (x^{2}+1)^{2}}+{Fx+G \over (x^{2}+1)^{3}}+{Hx+I \over (x^{2}+1)^{4}}+{Jx+K \over (x^{2}+1)^{5}}}

## 응용
부분분수로 분해하는 계산은 다양한 곳에서 응용될 수 있다.

### 계산하기 어려운 값
가장 유명한 예로 다음 주어진 일련의 분수식을 간단히 만드는 데 응용할 수 있다.
{\displaystyle {\frac {1}{x(x+1)}}+{\frac {1}{(x+1)(x+2)}}+{\frac {1}{(x+2)(x+3)}}+{\frac {1}{(x+3)(x+4)}}}
{\displaystyle ={\frac {1}{x}}-{\frac {1}{x+1}}+{\frac {1}{x+1}}-{\frac {1}{x+2}}+{\frac {1}{x+2}}-{\frac {1}{x+3}}+{\frac {1}{x+3}}-{\frac {1}{x+4}}}
{\displaystyle ={\frac {1}{x}}-{\frac {1}{x+4}}}

### 적분하기 어려운 함수
다음과 같은 함수는 직접 적분하기 어렵다.
{\displaystyle \int {\frac {2}{x^{2}-1}}dx}
그러나 다음과 같이 부분 분수로 변형하여 쉽게 적분할 수 있다.
{\displaystyle \int {\frac {1}{x-1}}-{\frac {1}{x+1}}dx=\ln |x-1|-\ln |x+1|+C}
물론 {\displaystyle C}는 적분상수(Constant of integration)이다.

### 무한급수의 일반항
다음과 같은 유리식을 무한급수로 표현했다고 하자.
{\displaystyle {\frac {2-x}{(1-x)^{2}}}=a_{0}+a_{1}x+a_{2}x^{2}+\cdots }
이 무한급수의 계수들은 수열이 되는데, 그 일반항을 직접 구하기는 어렵다. 그러나 부분분수로 쪼개서 계산할 수 있다.
{\displaystyle {\frac {2-x}{(1-x)^{2}}}={\frac {1}{1-x}}+{\frac {1}{(1-x)^{2}}}}
이 때, 다음 등식을 이용한다.
{\displaystyle {\frac {1}{(1-x)^{2}}}={\frac {d}{dx}}{\frac {1}{1-x}}={\frac {d}{dx}}\sum x^{n}=\sum (n+1)x^{n}}
그리하여 다음을 얻는다.
{\displaystyle {\frac {1}{1-x}}+{\frac {1}{(1-x)^{2}}}=\sum x^{n}+\sum (n+1)x^{n}=\sum (n+2)x^{n}}

### 역 라플라스 변환
역 라플라스 변환(Inverse Laplace transform)이 어려운 미분방정식을 쉽게 풀 수 있다. 예를 들어 다음과 같은 미분방정식이 있다고 하자.
{\displaystyle {\frac {d^{2}y}{dt^{2}}}-3{\frac {dy}{dt}}+2y=e^{3t};\;y(0)=1,y'(0)=0}
양변에 라플라스 변환을 취해 다음의 등식이 된다.
{\displaystyle s^{2}Y(s)-s-3[sY(s)-1]+2Y(s)={\frac {1}{s-3}}}
그리하여 이를 {\displaystyle Y(s)}에 대해 정리하면 다음 등식이 성립한다.
{\displaystyle {\begin{aligned}Y(s)&={\frac {1}{(s-3)(s^{2}-3s+2)}}+{\frac {s-3}{s^{2}-3s+2}}\\&={\frac {1}{(s-1)(s-2)(s-3)}}+{\frac {s-3}{(s-1)(s-2)}}\end{aligned}}}
그런데 이 두 항은 직접 역 라플라스 변환을 취하기에 너무 어렵다. 다음과 같이 모두 부분분수로 쪼갤 수 있다.
{\displaystyle {\begin{aligned}Y(s)&={\frac {1}{2}}{\frac {1}{s-1}}-{\frac {1}{s-2}}+{\frac {1}{2}}{\frac {1}{s-3}}+{\frac {2}{s-1}}-{\frac {1}{s-2}}\\&={\frac {5}{2}}{\frac {1}{s-1}}-{\frac {2}{s-2}}+{\frac {1}{2}}{\frac {1}{s-3}}\end{aligned}}}
그리하여 해는 다음과 같이 된다.
{\displaystyle y(t)={\frac {5}{2}}e^{t}-2e^{2t}+{\frac {1}{2}}e^{3t}}

## 같이 보기
- 분수